# Homaspis pectinata
Homaspis pectinata är en stekelart som beskrevs av Barron 1990. Homaspis pectinata ingår i släktet Homaspis och familjen brokparasitsteklar. Inga underarter finns listade i Catalogue of Life.